# Psilopa iceryae
Psilopa iceryae är en tvåvingeart som beskrevs av Cresson 1946. Psilopa iceryae ingår i släktet Psilopa och familjen vattenflugor. Inga underarter finns listade i Catalogue of Life.